# Priscula binghamae
Priscula binghamae là một loài nhện trong họ Pholcidae. Loài này được phát hiện ở Peru, Bolivia và Argentina.